# John de Gray
John de Gray, auch John Grey (* vor 1198; † 18. Oktober 1214 in Saint-Jean-d’Angély) war Bischof von Norwich und Justiciar of Ireland. 

## Herkunft und Karriere als Geistlicher
De Gray entstammte der normannischen Familie de Gray. Er wurde wahrscheinlich als jüngerer Sohn von Anchetel de Gray in Norfolk geboren und diente spätestens ab Februar 1198 im Gefolge von Prinz Johann Ohneland. Nach dem Tod von König Richard wurde dessen Bruder Johann Ohneland 1199 englischer König. De Gray wurde am 4. März 1200 Archidiakon von Cleveland und am 11. April Archidiakon von Gloucester. Vor dem 7. September 1200 wurde er als Nachfolger von John of Oxford zum Bischof von Norwich gewählt und am 24. September, zusammen mit Giles de Braose, Bischof von Hereford, von Erzbischof Hubert Walter in Westminster Abbey geweiht.

## Berater des Königs und Kandidat als Erzbischof von Canterbury
De Gray diente jedoch hauptsächlich weiter dem König in dessen Kanzlei. Vermutlich im Dezember 1203 unternahm er zusammen mit Erzbischof Hubert Walter eine erfolglose diplomatische Mission zu König Philipp II. von Frankreich, um den Krieg um Johanns Besitzungen in Frankreich zu beenden. Am 2. Oktober 1205 erwarb er die Kanzlerwürde für seinen Neffen Walter de Gray und bürgte mit für die dazu bezahlende Summe von £ 5000.  
Nach dem Tod von Hubert Walter war de Gray der Kandidat des Königs als neuer Erzbischof von Canterbury. Auf Wunsch des Königs wurde de Gray am 11. Dezember 1205 zum Erzbischof gewählt, doch eine Gruppe der Mönche von Canterbury hatte bereits zuvor ihren Prior Reginald zum neuen Erzbischof gewählt. Der Streit über die Gültigkeit der Wahlen wurde Papst Innozenz III. zur Entscheidung vorgetragen, der anstatt der beiden gegnerischen Kandidaten am 20. Januar 1207 seinen eigenen Kandidaten Stephen Langton als neuen Erzbischof einsetzte. König Johann akzeptierte diese Entscheidung nicht, weshalb der Papst 1208 das Interdikt über England verhängte. De Gray blieb neben Peter des Roches, dem Bischof von Winchester, als einziger englischer Bischof auf der Seite des Königs. Er blieb jedoch nicht in seiner Diözese, sondern wurde 1208 vom König als Nachfolger des glücklosen Meiler FitzHenry zum Justiciar of Ireland ernannt. Als Unterstützer des seit 1209 exkommunizierten Königs wurde auch de Gray exkommuniziert.

## Justiciar of Ireland
In Irland sah sich de Gray nicht nur dem Widerstand der einheimischen irischen Herrscher, sondern auch dem der miteinander verfeindeten anglonormannischen Adligen gegenüber. Er führte in Irland Münzen nach englischem Vorbild ein und versuchte vergeblich, das traditionelle irische Recht dem englischen Feudalrecht anzugleichen. Wegen des anhaltenden Widerstands der anglonormannischen Barone unternahm König Johann schließlich 1210 selbst einen Feldzug nach Irland, um seine Autorität auf der Insel durchzusetzen. Nachdem Johann die Insel wieder verlassen hatte, begann de Gray mit dem Bau von drei Burgen in Connaught und errichtete eine wichtige Brücke über den Shannon zwischen Meath und Connacht bei Athlone. Dadurch konnte eine irisch-englische Armee mit Unterstützung von Donnchadh O’Brien, dem König von Munster, in Connacht einfallen und Cathal Chrobderg, den König von Connaught zur Stellung seines Sohns Turlough als Geisel zwingen. 1212 griff de Gray Nordirland an und errichtete dort Clones Castle in Monaghan. Nach einem Sieg über die Einwohner von Fermanagh wurde er jedoch von Häuptling Cormac mac Art Ó Melaghlain von Brefni geschlagen, der ihm seine Kriegskasse raubte. Zwar blieb er bis zur Ernennung von Henry, Erzbischof von Dublin, am 23. Juli 1213 offiziell Justitiar von Irland, doch kehrte er spätestens im Oktober 1212 nach England zurück. Als 1213 die Gefahr einer französischen Invasion in England drohte, folgten ihm und William Marshal über 500 Ritter aus Irland nach Südengland, um den König zu unterstützen.

## Aufhebung der Exkommunikation und Tod
In Dover wurde er am 13. Mai 1213 Zeuge, wie der König dem päpstlichen Legaten sein Reich als Lehen antrug. Dadurch konnte die Exkommunikation des Königs und das Interdikt über England aufgehoben werden. Im Juli 1213 begleitete er William Longespée, 3. Earl of Salisbury als Gesandten zu Kaiser Otto. De Gray war jedoch von der Generalamnestie des Papstes ausgenommen worden. Er reiste deshalb weiter nach Rom, wo er am 21. Oktober 1213 vom Papst persönlich die Absolution erhielt. Gray sollte nun Bischof des reichen Bistums Durham werden. Die Mönche des Kathedralpriorats wollten dagegen Richard Poore, den Dekan von Salisbury als neuen Bischof wählen. Auf Anordnung des Papstes wurde de Gray schließlich gewählt, während Poore neuer Bischof von Chichester wurde. Beide wurden zusammen von Erzbischof Stephen Langton geweiht. Gray kam nicht mehr dazu, sein Amt als Bischof von Durham anzutreten. Er begleitete im Sommer 1214 den König auf dessen erfolglosen Feldzug nach Frankreich und war am 17. Juni in Rochefort. Er kehrte jedoch nicht mehr nach England zurück, sondern starb im Oktober in Südwestfrankreich. Er wurde in der Kathedrale von Norwich begraben.

## Nachwirkung
Trotz seiner häufigen Abwesenheit von seiner Diözese behielt de Gray als Bischof von Norwich eine enge Zusammenarbeit mit dem Kathedralpriorat bei und machte diesem bei der Verteilung der Einkünfte aus den Pfarreien Zugeständnisse. Er galt als gebildeter Mann und als einer der fähigsten Männer der königlichen Verwaltung. Wegen seiner Unterstützung des Königs während des Interdikts zählte ihn der mittelalterliche Chronist Matthew Paris zu den „schlechten Ratgebern“ des Königs. De Gray war ein Förderer von Kings Lynn, das unter ihm eine königliche Charta erhielt. Nahe der Stadt erbaute er in Gaywood einen bischöflichen Palast. 